# Walerija Kononenko
Walerija Oleksandriwna Kononenko (ukrainisch Валерія Олександрівна Кононенко; * 14. Mai 1990 in Donezk) ist eine ukrainische Radrennfahrerin.

## Sportlicher Werdegang
Als Juniorin gewann Kononenko 2007 und 2008 zweimal das Einzelzeitfahren bei den Junioren-Europameisterschaften und wurde zweimal Vize-Weltmeisterin dieser Disziplin.
Bei den ukrainischen Meisterschaften gewann sie 2013 erstmals den Titel im Einzelzeitfahren, was sie bis 2023 viermal wiederholte. Im Straßenrennen stand sie mehrfach auf dem Podest, konnte aber noch nicht gewinnen. 2016 fuhr sie mit der ukrainischen Nationalmannschaft erstmals eine ausgedehnte Straßensaison in Europa und Südamerika. In den Folgejahren war sie für verschiedene UCI-Teams tätig, unter anderem fuhr sie 2020 mit der belgischen Ciclotel-Mannschaft in den Klassikern des Landes. Seit 2022 fährt sie wieder mit der ukrainischen Nationalmannschaft. Sie konnte mehrere Siege bei Rennen in Osteuropa und der Türkei erringen; Achtungserfolge waren ihre zweiten und dritten Plätze bei der Chrono des Nations 2022 und 2023, einem Rennen für Zeitfahr-Spezialisten. Ihre Zeitfahrqualitäten brachten ihr auch den Gesamtsieg in der polnischen Princess Anna Vasa Tour 2023.
Kononenko war regelmäßig für die Ukraine in den Welt- und Europameisterschaften am Start, insbesondere im Zeitfahren. Bei den Europameisterschaften erzielte sie 2021 und 2023 Top-10-Plätze, bei den Weltmeisterschaften war ein 15. Platz 2021 ihr bestes Resultat. 2021 in Tokio war sie Olympiateilnehmerin im Straßenrennen.
Kononenko betrieb lange Zeit Bahnradsport, wo sie drei ukrainische Meistertitel in verschiedenen Disziplinen gewann. Gelegentlich fuhr sie auch hier in Welt- und Europameisterschaften, ohne vordere Resultate. Im Bahnrad-Weltcup 2012/13 von Aguascalientes war sie Teil des Teams, das in der Mannschaftsverfolgung den zweiten Platz erzielte.

## Erfolge
2007
 Europameisterin – Einzelzeitfahren (Junioren)
 Weltmeisterschaften – Einzelzeitfahren (Junioren)
2008
 Europameisterin – Einzelzeitfahren (Junioren)
 Europameisterschaften – Straßenrennen (Junioren)
 Weltmeisterschaften – Einzelzeitfahren (Junioren)
2013
 Ukrainische Meisterin – Einzelzeitfahren
2015
 Ukrainische Meisterin – Einerverfolgung, Punktefahren
2016
VR Women ITT
2017
 Ukrainische Meisterin – Mannschaftsverfolgung (mit Oksana Kljatschyna, Olena Scharga, Anna Nahirna und Wiktorija Bondar)
2018
 Ukrainische Meisterin – Einzelzeitfahren
2019
 Ukrainische Meisterin – Einzelzeitfahren
VR Women ITT
2020
Grand Prix Cappadocia Women
Grand Prix Velo Erciyes
2021
 Ukrainische Meisterin – Einzelzeitfahren
2023
 Ukrainische Meisterin – Einzelzeitfahren
Gesamtwertung und eine Etappe Princess Anna Vasa Tour